# Akil Gjakova
Akil Gjakova (* 4. Januar 1996 in Peć, BR Jugoslawien, heute Kosovo) ist ein kosovarischer Judoka, der 2021 Europameister war. Er trägt den 1. Dan.

## Karriere
Akil Gjakova gewann 2013 den Titel bei den U18-Europameisterschaften und belegte bei den U23-Europameisterschaften den fünften Platz, jeweils in der Gewichtsklasse bis 66 Kilogramm.
Seit 2015 tritt Gjakova in der Gewichtsklasse bis 73 Kilogramm an. 2015 und 2016 belegte er jeweils den fünften Platz bei den Junioren-Europameisterschaften. 2015 trat er auch bei den im Rahmen der Europaspiele in Baku ausgetragenen Europameisterschaften an, schied aber in seinem Auftaktkampf aus. Ende 2016 gewann Gjakova die Bronzemedaille bei den U23-Europameisterschaften. 2017 erreichte er das Finale bei den U23-Europameisterschaftan und unterlag dann dem Russen Saian Ondar. Anfang 2018 erreichte Gjakova das Finale beim Grand Slam in Paris und bezwang dann den Georgier Lascha Schawdatuaschwili. Bei den Europameisterschaften 2018 unterlag er im Viertelfinale dem Aserbaidschaner Hidayət Heydərov und belegte letztlich den siebten Platz. Zwei Monate später erhielt er nach seinem Finalsieg über den Türken Bilal Çiloğlu die Goldmedaille bei den Mittelmeerspielen in Tarragona. Ende 2018 siegte Gjakova bei den U23-Europameisterschaften.
2019 wurden die Europameisterschaften im Rahmen der Europaspiele 2019 in Minsk ausgetragen, Gjakova schied genauso in der zweiten Runde aus wie zwei Monate später bei den Weltmeisterschaften in Tokio. Bei den Europameisterschaften 2021 in Lissabon besiegte Gjakova im Finale den Israeli Tohar Butbul und gewann den Europameistertitel. Drei Monate später erreichte er bei den Olympischen Spielen in Tokio das Viertelfinale, dort unterlag er dem Mongolen Tsend-Otschiryn Tsogtbaatar. Letztlich belegte Gjakova in Tokio den siebten Platz. Während der Eröffnungsfeier war er, gemeinsam mit seiner Judoka-Kollegin Majlinda Kelmendi, der Fahnenträger seiner Nation.
2022 gewann Gjakova eine Bronzemedaille bei den Mittelmeerspielen in Oran. 2023 folgte eine Bronzemedaille bei den Europameisterschaften in Montpellier. 2024 bei den Olympischen Spielen in Paris gewann Gjakova seine ersten drei Kämpfe und verlor dann gegen Hidayət Heydərov im Halbfinale. Im Kampf um Bronze unterlag er dem Japaner Soichi Hashimoto.
Akils ältere Schwester Nora Gjakova ist ebenfalls Judoka.

## Mannschaftsmeisterschaften
2021 kämpfte er für den Verein LZ Wels in der österreichischen Erste Judo-Bundesliga.